# Liste der Nummer-eins-Hits in Japan (1981)
Die Liste der japanischen Nummer-eins-Hits enthält die Daten vom 1. Januar bis zum 31. Dezember 1981. Die letzte Woche im Jahr fällt mit der ersten Woche des neuen Jahres zusammen. Angegeben sind die Verkaufszahlen der jeweiligen Nummer eins in ihrer Woche. Alle Angaben basieren auf den offiziellen japanischen Charts von Oricon.

## Singles
| ← 1980 ← | Liste der Nummer-eins-Hits in Japan | Liste der Nummer-eins-Hits in Japan | Liste der Nummer-eins-Hits in Japan | 1982 →                    |
| \| Zeitraum \| Wo. ges. \| Interpret \| Titel Autor(en) \| Zusätzliche Informationen \| \| (Zeitraum, Wochen auf Platz eins, Interpret, Titel, Autor[en], zusätzliche Informationen) \| \| \| \| \| \| ----------------------------------------------------------------------------------------- \| -------- \| ------------------ \| ------------------------ \| ------------------------- \| \| 22. Dezember 1980 – 25. Januar 1981 5 Wochen \| 5 \| Masahiko Kondō \| Sneaker Blues \| – \| \| 26. Januar 1981 – 8. Februar 1981 2 Wochen \| 2 \| Toshihiko Tahara \| Koi wa Do! \| – \| \| 9. Februar 1981 – 8. März 1981 4 Wochen \| 4 \| Seiko Matsuda \| Cherry Blossom \| – \| \| 9. März 1981 – 29. März 1981 3 Wochen \| 3 \| Chanels \| Machikado Twilight \| – \| \| 30. März 1981 – 7. Juni 1981 10 Wochen \| 10 \| Akira Terao \| Ruby no Yubiwa \| – \| \| 8. Juni 1981 – 21. Juni 1981 2 Wochen \| 2 \| Seiko Matsuda \| Natsu no Tobira \| – \| \| 22. Juni 1981 – 12. Juli 1981 3 Wochen \| 3 \| Masahiko Kondō \| Blue Jeans Memory \| – \| \| 13. Juli 1981 – 2. August 1981 3 Wochen \| 3 \| Chiharu Matsuyama \| Nagai Yoru \| – \| \| 3. August 1981 – 23. August 1981 3 Wochen \| 3 \| Seiko Matsuda \| Shiroi Parasol \| – \| \| 24. August 1981 – 11. Oktober 1981 7 Wochen \| 7 \| Imo-kin Trio \| High School Lullaby \| – \| \| 12. Oktober 1981 – 25. Oktober 1981 2 Wochen (insgesamt 6) \| 6 \| Masahiko Kondō \| Gingiragin ni Sarigenaku \| – \| \| 26. Oktober 1981 – 1. November 1981 1 Woche \| 1 \| Seiko Matsuda \| Kaze Tachinu \| – \| \| 2. November 1981 – 29. November 1981 4 Wochen (insgesamt 6) \| 6 \| Masahiko Kondō \| Gingiragin ni Sarigenaku \| – \| \| 30. November 1981 – 20. Dezember 1981 3 Wochen \| 3 \| Miyuki Nakajima \| Akujo \| – \| \| 21. Dezember 1981 – 24. Januar 1982 5 Wochen \| 5 \| Hiroko Yakushimaru \| Sailor Fuku to Kikanjū \| – \| |                                     |                                     |                                     |                           |
| ← 1980 |                                     |                                     |                                     | → 1982 →                  |
| Zeitraum | Wo. ges.                            | Interpret                           | Titel Autor(en)                     | Zusätzliche Informationen |
| (Zeitraum, Wochen auf Platz eins, Interpret, Titel, Autor[en], zusätzliche Informationen) |                                     |                                     |                                     |                           |
| 22. Dezember 1980 – 25. Januar 1981 5 Wochen | 5                                   | Masahiko Kondō                      | Sneaker Blues                       | –                         |
| 26. Januar 1981 – 8. Februar 1981 2 Wochen | 2                                   | Toshihiko Tahara                    | Koi wa Do!                          | –                         |
| 9. Februar 1981 – 8. März 1981 4 Wochen | 4                                   | Seiko Matsuda                       | Cherry Blossom                      | –                         |
| 9. März 1981 – 29. März 1981 3 Wochen | 3                                   | Chanels                             | Machikado Twilight                  | –                         |
| 30. März 1981 – 7. Juni 1981 10 Wochen | 10                                  | Akira Terao                         | Ruby no Yubiwa                      | –                         |
| 8. Juni 1981 – 21. Juni 1981 2 Wochen | 2                                   | Seiko Matsuda                       | Natsu no Tobira                     | –                         |
| 22. Juni 1981 – 12. Juli 1981 3 Wochen | 3                                   | Masahiko Kondō                      | Blue Jeans Memory                   | –                         |
| 13. Juli 1981 – 2. August 1981 3 Wochen | 3                                   | Chiharu Matsuyama                   | Nagai Yoru                          | –                         |
| 3. August 1981 – 23. August 1981 3 Wochen | 3                                   | Seiko Matsuda                       | Shiroi Parasol                      | –                         |
| 24. August 1981 – 11. Oktober 1981 7 Wochen | 7                                   | Imo-kin Trio                        | High School Lullaby                 | –                         |
| 12. Oktober 1981 – 25. Oktober 1981 2 Wochen (insgesamt 6) | 6                                   | Masahiko Kondō                      | Gingiragin ni Sarigenaku            | –                         |
| 26. Oktober 1981 – 1. November 1981 1 Woche | 1                                   | Seiko Matsuda                       | Kaze Tachinu                        | –                         |
| 2. November 1981 – 29. November 1981 4 Wochen (insgesamt 6) | 6                                   | Masahiko Kondō                      | Gingiragin ni Sarigenaku            | –                         |
| 30. November 1981 – 20. Dezember 1981 3 Wochen | 3                                   | Miyuki Nakajima                     | Akujo                               | –                         |
| 21. Dezember 1981 – 24. Januar 1982 5 Wochen | 5                                   | Hiroko Yakushimaru                  | Sailor Fuku to Kikanjū              | –                         |